# Seznam krajev Unescove svetovne dediščine v Španiji
Svetovna dediščina Organizacije Združenih narodov za izobraževanje, znanost in kulturo (UNESCO) je pomembna za kulturno ali naravno dediščino, kot je opisano v Unescovi konvenciji o svetovni dediščini, ustanovljeni leta 1972. Kulturno dediščino sestavljajo spomeniki (kot so arhitekturna dela, monumentalne skulpture ali napisi), skupine stavb in najdišča (vključno z arheološkimi najdišči). Naravne značilnosti (ki jih sestavljajo fizične in biološke formacije), geološke in fiziografske formacije (vključno s habitati ogroženih vrst živali in rastlin) ter naravna območja, ki so pomembna z vidika znanosti, ohranjanja ali naravne lepote, so opredeljena kot naravna dediščina. Španija je ratificirala konvencijo 4. maja 1982, zaradi česar so njena zgodovinska mesta upravičena do vključitve na seznam.
Območja v Španiji so bila prvič vpisana na seznam na 8. zasedanju Odbora za svetovno dediščino, ki je potekalo v Buenos Airesu v Argentini leta 1984. Na tem zasedanju je bilo dodanih pet območij: Velika mošeja, Córdoba; Alhambra in Generalife, Granada; Stolnica v Burgosu; Samostan in mesto El Escorial, Madrid; in Park Güell, Palau Güell in Casa Milà v Barceloni. Leta 1985 je bilo dodanih pet lokacij, leta 1986 pa še štiri. Poleg let 1984, 1985 in 1986 (prva tri leta Španije kot članice) je bilo leta 2000 vpisanih največ novih lokacij, in sicer pet tega leta. Od leta 2021 ima Španija na seznam vpisanih 49 lokacij, enako kot Francija, ki je četrta največja lokacija na državo, le za Italijo (58), Kitajsko (56) in Nemčijo (51). Od teh 49 območij je 43 kulturnih, 4 naravna in 2 mešani (izpolnjujeta tako kulturna kot naravna merila), kot je določeno z izbirnimi merili organizacije.
Tri lokacije so na Balearskih otokih, štiri pa na Kanarskih otokih. Štiri mesta so transnacionalna. Območje svetovne dediščine Pireneji – Mont Perdu si deli s Francijo, medtem ko si prazgodovinska mesta skalne umetnosti v |dolini Côa in Siega Verde deli s Portugalsko. Almadén je vpisan poleg Idrije v Sloveniji. Starodavni prvobitni bukovi gozdovi Karpatov in drugih delov Evrope si delijo s 17 drugimi evropskimi državami.
Poleg tega je Španija z Unescom sklenila sporazum, znan kot španski skladi. Sporazum sta 18. aprila 2002 podpisala Francisco Villar, španski veleposlanik in stalni delegat pri Unescu, ter generalni direktor Unesca Kōichirō Matsuura. Sklad letno zagotovi 600.000 € izbranemu programu. Programi vključujejo pomoč drugim državam članicam, zlasti v Latinski Ameriki, pri projektih, kot so postopki nominacij in ocenjevanje poskusnih območij. Španija je v letih 2008 in 2009 predsedovala Odboru za svetovno dediščino, leta 2009 pa je gostila 33. zasedanje Odbora v Sevilli v Andaluziji.

## Mesta svetovne dediščine
Unesco navaja območja po desetih merilih; vsaka prijava mora izpolnjevati vsaj enega od kriterijev. Kriteriji od i do vi so kulturni, od vii do x pa naravni.
| Ime                                                                  | Slika                                  | Lokacija                    | Skupnost                                                                                  | UNESCO data                                       | Obdobje                   | Opis |
| -------------------------------------------------------------------- | -------------------------------------- | --------------------------- | ----------------------------------------------------------------------------------------- | ------------------------------------------------- | ------------------------- | --- |
| Jame Altamira in paleolitska jamska umetnost severne Španije         | example of cave art                    | Santillana del Mar          | Kantabrija, Asturija, Baskija                                                             | 310; 1985, 2008 (razširitev); i, iii              | zgornji paleolitik        | Jama Altamira vsebuje primere jamskega slikanja iz obdobja zgornjega paleolitika, ki sega od 35.000 do 11.000 pr. n. št. Prvotni seznam je vseboval sedemnajst okrašenih jam. Jame so dobro ohranjene zaradi svoje globoke izoliranosti od zunanjega podnebja. |
| Staro mesto Segovia in akvadukt                                      | View of Segovia                        | Segovia                     | Kastilija in Leon                                                                         | 311; 1985; i, iii, iv                             | 1. do 16. stoletje        | Rimski akvadukt je bil zgrajen v 1. stoletju, srednjeveški Alcázar, palača iz 11. stoletja in stolnica iz 16. stol. |
| Spomeniki Ovieda in kraljestva Asturije                              | Santa Maria del Naranco                | Oviedo                      | Asturija                                                                                  | 312; 1985, 1998 (razširjeno); i, ii, iv           | 9. atoletje               | Kneževina Asturija je v 9. stoletju ostala edina krščanska regija v Španiji. Razvila je svoj slog predromanske umetnosti in arhitekture, ki je prikazan v različnih cerkvah in drugih spomenikih. Prvotni vpis je bil naslovljen Cerkve kraljestva Asturije in je bil razširjen na druge spomenike, kot je La Foncalada. |
| Zgodovinsko središče Córdobe                                         | Historic Centre of Córdoba             | Kordova                     | Andaluzija                                                                                | 313; 1984, 1994 (razširitev); i, ii, iii, iv      | 7. do 13. stoletje        | Prvotni seznam je predstavljala Velika mošeja, Córdoba, katoliška cerkev iz 7. stoletja, spremenjena v mošejo v 8. stoletju; Ferdinand III. jo je v 13. stoletju obnovil v rimskokatoliško stolnico. Na vrhuncu mavrske vladavine v regiji je imela Córdoba več kot 300 mošej in arhitekturo, ki se je primerjala z arhitekturo Konstantinopla, Damaska in Bagdada. |
| Alhambra, Generalife in Albajzín                                     | Alhambra                               | Granada                     | Andaluzija                                                                                | 314; 1984, 1994 (razširitev); i, iii, iv          | 14. stoletje              | Ta tri mesta so ostanki mavrskega vpliva v južni Španiji. Trdnjavo Alhambra in palačo Generalife so zgradili vladarji Granadskega emirata. Okrožje Albayzín vsebuje primere mavrske ljudske arhitekture in je bilo dodano na seznam leta 1994. |
| Stolnica v Burgosu                                                   | Burgos Cathedral                       | Burgos                      | Kastilija in Leon                                                                         | 316; 1984; ii, iv, vi                             | 13. do 16. stoletje       | Stolnica v gotskem slogu je bila zgrajena med 13. in 16. stoletjem. Je grobišče španskega narodnega heroja El Cida. |
| Samostan in mesto El Escorial                                        | El Escorial                            | San Lorenzo de El Escorial  | Madrid                                                                                    | 318; 1984; i, ii, vi                              | 16. stoletje              | El Escorial je eno izmed španskih kraljevih krajev zaradi svoje zgodovine rezidence kraljeve družine. Palačo sta zasnovala kralj Filip II. in arhitekt Juan Bautista de Toledo, da bi služila kot spomenik osrednji vlogi Španije v krščanskem svetu. |
| Dela Antonija Gaudíja                                                | Casa Milà                              | Barcelona                   | Katalonija                                                                                | 320; 1984, 2005 (razširitev); i, ii, iv           | 19. in 20. stoletje       | Arhitektura Antonija Gaudija je del modernističnega sloga, vendar so njegovi načrti opisani kot zelo edinstveni. Prvotni seznam je vseboval Park Güell, Palau Güell in Casa Milà; razširitev leta 2005 je dodala Casa Vicens, kripto in pročelje rojstva Sagrada Família, Casa Batlló in kripto v cerkvi Colònia Güell. |
| Santiago de Compostela (staro mesto)                                 | Cathedral of Santiago de Compostela    | Santiago de Compostela      | Galicija                                                                                  | 347; 1985; i, ii, vi                              | 10. in 11. stoletje       | Stolnica je slovesno grobišče apostola sv. Jakoba in je končna postaja Jakobove poti, romanja po severni Španiji. Mesto so uničili muslimani v 10. stoletju in ga v naslednjem stoletju ponovno zgradili. |
| Staro mestno jedro Ávile s cerkvami Extra-Muros                      | City wall of Ávila                     | Ávila                       | Kastilija in Leon                                                                         | 348; 1985, 2007 (prilagojeno); iii, iv            | 11. stoletje              | Obzidje, ki je obdajalo prvotno mesto, je bilo zgrajeno v 11. stoletju. Ima 82 polkrožnih stolpov in 9 vrat ter je eden najpopolnejših primerov mestnega obzidja v Španiji. |
| Mudéjar arhitektura v Aragoniji                                      | Sait Peter's Church in Teruel          | Provinci Teruel in Zaragoza | Aragonija                                                                                 | 378; 1986, 2001 (razširitev); iv                  | 12. do 17. stoletje       | Prvotni seznam je vseboval štiri cerkve v Teruelu v slogu Mudéjar, ki predstavlja mešanico tradicionalnih islamskih in sodobnih evropskih slogov. Leta 2001 je bil seznam razširjen na dodatnih šest spomenikov. |
| Zgodovinsko mesto Toledo                                             | Toledo                                 | Toledo                      | Kastilija - Manča                                                                         | 379; 1986; i, ii, iii, iv                         | 8. do 16. stoletje        | Toledo so ustanovili Rimljani, služil je kot prestolnica Vizigotskega kraljestva, bil je pomemben v muslimanski Španiji in med rekonkvisto ter je bil na kratko prestolnica Španije. Mesto združuje krščanske, muslimanske in judovske vplive. |
| Narodni park Garajonay                                               | Garajonay National Park                | La Gomera                   | Kanarski otoki                                                                            | 380; 1986; vii, ix                                | N/A                       | Park je 70 % pokrit z laurisilva ali lovorjevim gozdom, vegetacijo iz paleogenskega obdobja, ki je zaradi podnebnih sprememb izginila iz celinske Evrope, vendar je pokrivala večji del južne celine. |
| Staro mesto Salamanca                                                | Cathedral of Salamanca                 | Salamanca                   | Kastilija in Leon                                                                         | 381; 1988; i, ii, iv                              | 13. do 16. stoletje       | Salamanca je pomembna kot univerzitetno mesto, saj je Univerza Salamanca, ustanovljena leta 1218, najstarejša v Španiji in med najstarejšimi v Evropi. Mesto so najprej osvojili Kartažani v 3. stoletju, kasneje pa so mu vladali Rimljani in Mavri. Središče mesta predstavlja romansko, gotsko, mavrsko, renesančno in baročno arhitekturo. |
| Stolnica, Alcázar in Archivo de Indias v Sevilji                     | Cathedral and Alcazar of Seville       | Sevilja                     | Andaluzija                                                                                | 383; 1987; i, ii, iii, iv                         | 13. do 16. stoletje       | Alcázar je bil zgrajen v času Almohadov, ki so vladali južni Španiji do reconkviste. Stolnica je iz 15. stoletja in hrani grobnice Ferdinanda III. in Krištofa Kolumba. Archivo (Arhiv) hrani dokumente v zvezi s kolonizacijo Amerik. |
| Staro mesto Cáceres                                                  | Cáceres                                | Cáceres                     | Extremadura                                                                               | 384; 1986; iii, iv                                | 3. do 15. stoletje        | Staro mestno jedro združuje rimsko, islamsko, severno gotsko in italijanske renesančne arhitekturne vplive, vključno z več kot 30 islamskimi stolpi. |
| Ibiza, biodiverziteta in kultura                                     | Ibiza                                  | Ibiza                       | Balearski otoki                                                                           | 417; 1999; ii, iii, iv, ix, x                     | N/A                       | Obala Ibize je dom posidonia oceanica, morska pozejdonovka, ki jo najdemo le v Sredozemlju in podpira raznolik obalni in morski ekosistem. Otok vsebuje tudi številne feničanske ruševine (naselje Sa Caleta), utrjeni in obzidani starejši deli mesta pa so iz 16. stoletja. |
| Samostan Poblet                                                      | Poblet Monastery                       | Vimbodí                     | Katalonija                                                                                | 518; 1991; i, iv                                  | 12. in 13. stoletje       | Samostan so leta 1151 ustanovili cistercijani in je eden največjih v Španiji. To je grobišče in je povezano z Aragonsko krono. |
| Renesančni monumentalni ansambli Úbeda in Baeza                      | Cathedral of Baeza                     | Provinca Jaén               | Andaluzija                                                                                | 522; 2003; ii, iv                                 | 16. stoletje              | Obnovi obeh mest v 16. stoletju sta bili izvedeni v nastajajočem renesančnem slogu in sta med prvimi primeri tega sloga v Španiji. |
| Arheološki ansambel Mérida                                           | Roman Theatre of Mérida                | Mérida                      | Extremadura                                                                               | 664; 1993; iii, iv                                | 1. do 5. stoletje         | Mérido so leta 25 pr. n. št. ustanovili Rimljani kot Emerita Augusta in je bila glavno mesto province Luzitanije. Ostanki iz rimskega obdobja so most, akvadukt, amfiteater, gledališče, cirkus in forum. |
| Kraljevi samostan Sveta Marija Guadalupska                           | Santa María de Guadalupe               | Guadalupe                   | Extremadura                                                                               | 665; 1993; iv, vi                                 | 13. do 16. stoletje       | Samostan je dom sv. Marije Guadalupske, Marijinega svetišča, ki so ga našli v 13. stoletju, potem ko so ga muslimanski zavojevalci leta 714 pokopali. Devica Guadalupska in samostan sta služila kot pomembna simbola med rekonkvisto, ki je dosegla vrhunec leta 1492, istega leta kot je Kolumb odkril Ameriko. Guadalupska Devica je postala pomemben simbol med evangelizacijo Amerike. |
| Jakobova pot: Camino Francés in poti severne Španije                 | Ancient Roman bridge on the Camino     | —                           | Aragonija, Kastilija in Leon, Galicija, Navarra in La Rioja                               | 669; 1993; ii, iv, vi                             | N/A                       | Pot svetega Jakoba, splošno znana kot Camino de Santiago, je romanje od francosko-španske meje do stolnice v Santiagu de Compostela, kjer naj bi bil apostol sveti Jakob pokopan. |
| Narodni park Doñana                                                  | Doñana National Park                   | Provinci Huelva in Sevilja  | Andaluzija                                                                                | 685; 1994, 2005 (razširitev); vii, ix, x          | N/A                       | Park sestavlja območje delte, kjer reka Guadalquivir doseže Atlantski ocean. Je dom različnim biotopom, kot so laguna, močvirje, sipine in makija. Park je eden največjih čapljarjev v regiji Sredozemskega morja in v zimskem obdobju zadržuje več kot 500.000 vodnih ptic. |
| Pireneji – Mont Perdu*                                               | Ordesa Valley                          | Provinca Huesca             | Aragonija (skupaj s Francijo)                                                             | 773; 1997, 1999 (extended); iii, iv, v, vii, viii | N/A                       | Območje obsega gorsko verigo Pirenejev ob francosko-španski meji. Španski del vsebuje dva največja kanjona v Evropi, medtem ko so na francoski strani tri velike krnica. |
| Zgodovinsko obzidano mesto Cuenca                                    | Cuenca                                 | Cuenca, Španija             | Kastilija - Manča                                                                         | 781; 1996; ii, v                                  | 12. do 18. stoletje       | Mavri so utrjeno mesto zgradili v začetku 8. stoletja, kristjani pa so ga zavzeli v 12. stoletju. Stolnica je prvi primer gotike v Španiji. Mesto je znano tudi po svojih casas colgadas, hišah, ki visijo nad robom pečine. |
| La Llotja de la Seda                                                 | La Lonja                               | Valencija                   | občina Valencija                                                                          | 782; 1996; i, iv                                  | 15. in 16. stoletje       | La Lonja (ali Llotja v valencijskem jeziku) de la Seda pomeni borza svile in skupina gotskih stavb dokazuje bogastvo Valencije kot pomembnega sredozemskega in evropskega trgovskega mesta v tem obdobju. |
| Las Médulas                                                          | Las Médulas                            | Ponferrada                  | Kastilija in Leon                                                                         | 803; 1997; i, ii, iii, iv                         | 1. do 3. stoletje         | Rimljani so ustanovili rudnik zlata in ga izkoriščali dve stoletji. Uporabili so zgodnjo obliko hidravličnega rudarjenja in izrezali akvadukte v skalnih pečinah, da bi zagotovili vodo za delovanje. Rimljani so odšli v zgodnjem 3. stoletju in pustili strme pečine in rudarsko infrastrukturo, ki je danes nedotaknjena. |
| Palau de la Música Catalana in Bolnišnica de Sant Pau, Barcelona     | Hospital de Sant Pau                   | Barcelona                   | Katalonija                                                                                | 804; 1997; i, ii, iv                              | 20. stoletje              | Obe stavbi sta bili zgrajeni v začetku 20. stoletja in ju je zasnoval Lluís Domènech i Montaner v modernističnem art nouveau gibanju, ki je bilo v tem obdobju zelo priljubljeno v Barceloni. Stavbi sta Montanerjevi najbolj znani deli. |
| Samostan San Millán de la Cogolla                                    | San Millán Yuso                        | San Millán de la Cogolla    | La Rioja                                                                                  | 805; 1997; ii, iv, vi                             | 6. do 16. stoletje        | Prvotni samostan Suso je bil ustanovljen sredi 6. stoletja in je kraj, kjer so bile napisane Glosas Emilianenses. Kodeksi veljajo za prve pisne primere španščine in baskovščine, samostan pa velja za rojstni kraj pisne in govorjene španščine. Novejši samostan Yuso je bil zgrajen v 16. stoletju. |
| prazgodovinske skalne umetnosti v dolini Coa in Siegi Verde*         | Rock art in Côa                        | —                           | Kastilija in Leon (skupaj s Portugalsko)                                                  | 866; 1998, 2010 (extended); i, iii                | Paleolitik                | Prvotni seznam iz leta 1998 je vseboval primere zgornjega paleolitika (paleolitske umetnosti doline Côa) na Portugalskem. Leta 2010 je bil razširjen na 645 gravur v arheološkem območju Siega Verde v Španiji. Najdišči predstavljata najbolj dobro ohranjeno zbirko paleolitske umetnosti na prostem na Iberskem polotoku. |
| Skalna umetnost Iberskega sredozemskega bazena                       | Deer painting in cave                  | —                           | Andaluzija, Aragonija, Kastilija - Manča, Katalonija, Murcijska regija in Valencija       | 874; 1998; iii                                    | Prazgodovina              | Najdišča vključujejo več kot 750 primerov skalne umetnosti iz poznega prazgodovinskega obdobja, ki prikazujejo različne podobe od geometrijskih oblik do prizorov moških, ki lovijo živali. |
| Arhaeološki kompleks Tárraco                                         | Aqueduct of Tárraco                    | Tarragona                   | Katalonija                                                                                | 875; 2000; ii, iii                                | 1. do 4. stoletje         | Pomembno rimsko mesto Tárraco na mestu današnje Tarragone je služilo kot glavno mesto provinc Hispania Citerior in kasneje Hispania Tarraconensis. amfiteater je bil zgrajen v 2. stoletju. Večina ostankov je le fragmentov ali ohranjenih pod modernejšimi stavbami. |
| Univerza in zgodovinsko območje Alcalá de Henares                    | University of Alcalá                   | Alcalá de Henares           | Madrid                                                                                    | 876; 1998; ii, iv, vi                             | 16. stoletje              | Kardinal Cisneros je leta 1499 ustanovil Univerzo Alcalá in je prvi primer načrtovanega univerzitetnega mesta, ki služi kot model drugim evropskim univerzam in španskim misijonarjem v Ameriki. Mesto je rojstni kraj Cervantesa, znan po svojih prispevkih k španskemu jeziku in zahodni literaturi. |
| San Cristóbal de La Laguna                                           | San Cristóbal de La Laguna             | San Cristóbal de La Laguna  | Kanarski otoki                                                                            | 929; 1999; ii, iv                                 | 16. do 18. stoletje       | Mesto ima izvirno in nenačrtovano Gornje mesto ter »mestno« Spodnje mesto. Bilo je prvo špansko neutrjeno kolonialno mesto in je služilo kot model za razvoj v Ameriki. Številne stavbe za verske namene ter druge javne in zasebne stavbe so iz 16. stoletja. |
| Palmov nasad v Elcheju                                               | Elche                                  | Elche                       | Valencija                                                                                 | 930; 2000; ii, v                                  | N/A                       | Nasad datljevih palm je bil uradno urejen z namakalnimi sistemi pod Mavri v 10. stoletju. Je redek primer arabske kmetijske prakse v Evropi. |
| Rimsko obzidje, Lugo                                                 | Walls of Lugo                          | Lugo                        | Galicija                                                                                  | 987; 2000; iv                                     | 3. stoletje               | Obzidje, zgrajeno za zaščito rimskega mesta Lucas v 3. stoletju, je ostalo popolnoma nedotaknjeno in je najboljši preostali primer v zahodni Evropi. |
| Katalonske romanske cerkve Vall de Boí                               | Taüll – Sant Climent                   | Vall de Boí                 | Katalonija                                                                                | 988; 2000; ii, iv                                 | 11. do 14. stoletje       | Majhna dolina na robu Pirenejev vsebuje cerkve v romanskem slogu, okrašene z romanskimi freskami, kipi in oltarji. Cerkve so edinstvene po svojih visokih, kvadratnih zvonikih. |
| Arheološko najdišče Atapuerca                                        | Atapuerca                              | Atapuerca                   | Kastilija in Leon                                                                         | 989; 2000; iii, v                                 | Prazgodovina              | Jame v gorovju Atapuerca vsebujejo fosilne ostanke najzgodnejših človeških bitij, odkritih v Evropi, izpred skoraj enega milijona let. Sima de los Huesos ali 'Jama kosti' vsebuje največjo zbirko fosilov hominida na svetu. |
| Kulturna krajina Aranjuez                                            | Garden at the Royal Palace of Aranjuez | Aranjuez                    | Madrid                                                                                    | 1044; 2001; ii, iv                                | 15. do 19. stoletje       | Pokrajino okoli Kraljeve palače Aranjuez je razvijala španska kraljeva družina v treh stoletjih in vsebuje inovativne hortikulturne in oblikovalske zamisli. Območje je bilo v izključni lasti kraljeve družine do 19. stoletja, ko se je razvilo moderno civilno mesto. |
| Biskajski most                                                       | Vizcaya Bridge                         | Portugalete                 | Baskija                                                                                   | 1217; 2006; i, ii                                 | 19. stoletje              | Most je zasnoval Alberto Palacio za prečkanje reke Nervion brez motenj pomorskega prometa do pristanišča Bilbao. Zgrajen je bil leta 1893 in je prvi trajektni most. |
| Narodni park Teide                                                   | Mount Teide                            | Tenerife                    | Kanarski otoki                                                                            | 1258; 2007; vii, viii                             | N/A                       | V parku je Teide, ognjenik in najvišja gora v Španiji. |
| Herkulov stolp                                                       | Tower of Hercules                      | A Coruña                    | Galicija                                                                                  | 1312; 2009; iii                                   | 1. stoletje               | Rimljani so zgradili ta 55 m visok svetilnik na 57 m visoki skali, da bi označili vhod v pristanišče A Coruña. Je edini v celoti ohranjen in delujoč rimski svetilnik. |
| Kulturna krajina Serra de Tramuntana                                 | Serra de Tramuntana                    | Majorka                     | Balearski otoki                                                                           | 1371; 2011; ii, iv, v                             | N/A                       | Kulturno krajino Serra de Tramuntana na severozahodni obali Majorke je spremenilo tisočletje kmetijstva, ki je vključevalo naprave za upravljanje z vodo, kot so kmetijske terase, medsebojno povezani vodni objekti - vključno z vodnimi mlini - ter suhe kamnite konstrukcije in kmetije. Ta pokrajina se vrti okoli kmetijskih enot fevdalnega izvora. |
| Dediščina živega srebra. Almadén in Idrija*                          | 999 !                                  | Almadén                     | Kastilija - Manča (skupaj s Slovenijo)                                                    | 1313; 2012; ii, iv                                | 16. in 17. stoletje       | Almaden je starodavno (od rimskih časov do danes) rudarsko mesto živega srebra s stavbami, povezanimi z njegovo rudarsko zgodovino, vključno z gradom Retamar, verskimi stavbami, rudarsko univerzo in tradicionalnimi bivališči. |
| Dolmeni v Antequeri                                                  | 999 !                                  | Antequera                   | Andaluzija                                                                                | 1501; 2016; i, iii, iv                            | Neolitik in bronasta doba | Je se v osrčju Andaluzije v južni Španiji in obsega tri megalitske spomenike: dolmena Menga in Viera ter Tholos v El Romeralu ter dva naravna spomenika: La Peña de los Enamorados in gorske formacije El Torcal, ki sta mejnika znotraj posesti. Ti spomeniki, zgrajeni v neolitiku in bronasti dobi iz velikih kamnitih blokov, tvorijo dvorane s strehami s prekladami ali lažne kupole. Te tri grobnice, pokopane pod prvotnimi zemeljskimi gomilami, so eno najimenitnejših arhitekturnih del evropske prazgodovine in eden najpomembnejših primerov evropskega megalitizma. |
| Starodavni prvobitni bukovi gozdovi Karpatov in drugih delov Evrope* | 999 !                                  |                             | Castilja in Leon, Navarra, Castilja–Manča in Madrid (skupaj z 11 drugimi državami Evrope) | 1133; 2017; ix                                    | N/A                       | Starodavni prvobitni bukovi gozdovi Karpatov se uporabljajo za preučevanje širjenja bukve (Fagus sylvatica) na severni polobli v različnih okoljih in v gozdu. Dodatek starodavnih bukovih gozdov Nemčije leta 2011 je vključeval pet gozdov v skupni velikosti 4391 ha, ki so dodani k 29.278 ha slovaških in ukrajinskih bukovih gozdov, vpisanih na seznam svetovne dediščine leta 2007. Dediščina je bila leta 2017 dodatno razširjena in vključuje gozdove v 9 dodatnih evropskih državah.                                                                                   |
| Mesto kalifata Medina Azahara                                        | 1560 !                                 | Kordova                     | Andaluzija                                                                                | 1560; 2018; iii, iv                               | N/A                       | Kalifatsko mesto Medina Azahara je arheološko najdišče mesta, ki so ga sredi 10. stoletja pred našim štetjem zgradili Omajadi kot sedež kordobskega kalifata. Potem ko je nekaj let cvetel, je bil opustošen med državljansko vojno, ki je končala kalifat v letih 1009–1010. |
| Risco Caído in svete gore kulturne pokrajine Gran Canaria            | 1560 !                                 | Gran Canaria                | Kanarski otoki                                                                            | 1578; 2019 iii, v                                 |                           | [ 70 ] |
| Paseo del Prado in Buen Retiro, pokrajina umetnosti in znanosti      | 1560 !                                 | Madrid                      | Madrid                                                                                    | 1500; 2020 ii, iv, vi                             |                           | [ 71 ] |
| Prazgodovinsko mesto [[Talajotska kultura\|Talajotske kulture        | 1560 !                                 | Menorca                     | Balearski otoki                                                                           | 1528; 2023 iii, iv                                | Železna doba              | [ 72 ] |

## Poskusni seznam
Poleg območij, vpisanih na Seznam svetovne dediščine, lahko države članice vodijo seznam začasnih območij, ki jih lahko upoštevajo pri nominaciji. Nominacije za seznam svetovne dediščine so sprejete le, če je bilo območje predhodno uvrščeno na poskusni seznam. Od leta 2016 je Španija zabeležila 32 lokacij na svoj poskusni seznam. Leta 2018 so lokacije skupaj z letom, ko so bila vključena na poskusni seznam, naslednja:
1. Romanska kulturna enklava na severu Kastilije in Leona ter na jugu Kantabrije (Provinca Palencia in Kantabrija) (1998)
2. Obrobne obmejne utrdbe (Aragonija, Kastilija in Leon, Katalonija, Extremadura in Navara) (1998)
3. Srebrna pot (Kastilija in Leon ter Extremadura) (1998)
4. Sredozemske vetrnice (Murcijska regija) (1998)
5. Grški arheološki ansambel v Empúries, l'Escala, provinca Girona (2002)
6. Ribeira Sacra (provinca Lugo in provinca Ourense) (1996)
7. Sredozemski vidik Pirenejev (provinca Girona-Francija) (2004)
8. Mesta živinorejske poti (vključuje Cañadas Reales) (Kastilija in Leon) (2007)
9. Rimske poti. Itinerarji rimskega imperija (Andaluzija, Kastilija - Manča, Katalonija in Valencija) (v skupni rabi z drugimi državami) (2007)
10. Os Ancares – Somiedo (Galicija, Kastilija in Leon in Asturija) (2007)
11. Grad Loarre (Aragonija) (2007)
12. Ferrol Illustration Historical Heritage (Galicija) (2007)
13. Rudarska zgodovinska dediščina (2007)
14. Plasencia - Monfragüe - Trujillo: Sredozemska pokrajina (Extremadura) (2009)
15. Stolnica Jaén (razširitev renesančnih monumentalnih ansamblov Úbeda in Baeza) (2012)
16. Slana dolina Añana (Baskija) (2012)
17. La Rioja in Rioja Alavesa Vinska trta in vinska kulturna krajina (La Rioja in Baskija) (2013)
18. Priorat - Serra de Montsant - Siurana (Tarragona). Kmetijska pokrajina sredozemske gore (Katalonija) (2014)
19. Portal Santa Maria, Ripoll (Katalonija) (2015)
20. Hrib Seu Vella v Lleidi (2016)
21. Samostan Santa María de La Rábida in Kolumbova spominska mesta v Huelvi (2016)
22. Cerkev San Salvador de Valdediós (Asturija) (2017)
23. Pokrajine oljčnih nasadov Andaluzije (2017)
24. Vino v Iberiji (regija Murcia, Andaluzija in Valencijska skupnost) (2018)
25. Cíes Islands – Atlantski otoki nacionalnega parka Galicija (2018)
26. Hadrijansko mesto Italica (2019)
27. Skupina mozarabskih stavb na Iberskem polotoku (2019)
28. Škofijski sedež v Egari in njegova slikovna dekoracija (5.-8. stoletje) (2019)
29. Les témoignages matériels de la construction de l’État des Pyrénées : la Co-principauté d’Andorre (Španija) (2021)
30. Sigüenza in Atienza Sladka in slana pokrajina (2022)